# Chelon ramada
Mulet porc, Mulet capiton, Mulet calusse
Espèce
Statut de conservation UICN

 LC  : Préoccupation mineure
Le mulet porc, Chelon ramada (anciennement Liza ramada), est une espèce de poissons marins de la famille des Mugilidae. Il est également appelé mulet capiton et mulet calusse.

## Distribution
Chelon ramada est présent sur la côte est de l'Atlantique, du sud de la Norvège au Maroc, ainsi qu'en Méditerranée et en mer Noire.
La taille maximale est de 70 cm pour 2,9 kg.

## Description
Le corps, fusiforme, est de couleur grise sur le dos et les flancs, le ventre est blanc. La tête est massive et la bouche est petite. Les nageoires pectorales sont placées haut sur les flancs.

## Habitat et reproduction

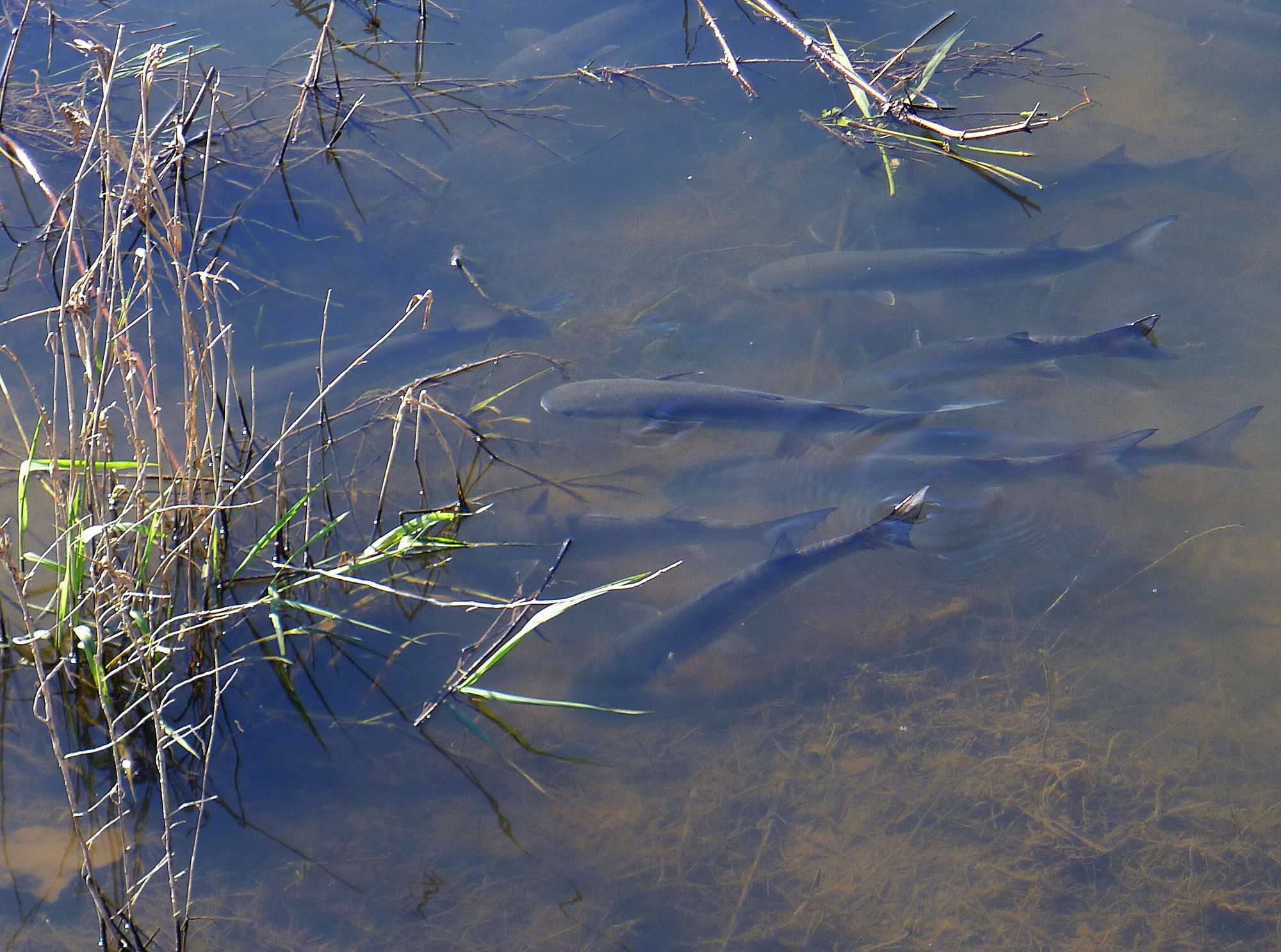
Groupe de mulets porcs remontant la Loire au niveau de Sainte-Gemmes-sur-Loire (Maine-et-Loire), au printemps 2015.

Le mulet porc est une espèce migratrice. La ponte a lieu en mer près des côtes, lors de rassemblements de populations entre septembre et février. Les œufs, pélagiques, se développent en mer et les juvéniles colonisent le littoral et les zones estuariennes. Les adultes vivent essentiellement dans les zones côtières et les estuaires et peuvent remonter les parties basses des fleuves.

## Alimentation
Chelon ramada se nourrit d'algues, de déchets et de petits organismes benthiques ou planctoniques.